# Helga-Abri
Der Helga-Abri ist ein im Achtal bei Schelklingen in Baden-Württemberg gelegener Felsüberhang.
Der Unterstand wurde vor rund 15.000 Jahren am Übergang des Spätmagdalénien zum Spätpaläolithikum sowie im Frühmesolithikum wiederholt von Jäger-und-Sammler-Gruppen als Wohn- und Arbeitsplatz genutzt.

## Geographische Lage und Topographie
Die Halbhöhle befindet sich an der Südseite eines großen Schwammstotzens, der sich am östlichen Ortsrand von Schelklingen am Fuß des rechten Talhangs im Urdonautal erhebt. Ein Trampelpfad führt über einen Steilhang zu dem rund 25 m über der Talsohle gelegenen Halbrund, das sich nach Südwesten hin öffnet und dessen Breite und Tiefe etwa 8 m bzw. 6 m betragen. Der Überhang ist mit 2 m im Mittel verhältnismäßig gering. Wenige Meter hangaufwärts befindet sich in dem Felsen eine weitere große Auskolkung.
An der Nordostseite der Felsformation liegt der Zugang zur Höhle Hohler Fels.

## Forschungsgeschichte
Von 1958 bis 1960 gruben Gustav Riek von der Universität Tübingen und die Schelklinger Apothekerin und Heimatforscherin Gertraud Matschak am Helga-Abri. Man nimmt an, dass sie an einer Nische im südlichen Bereich des Abris auf der Suche nach einem weiteren Zugang zum Hohle Fels waren. Die Funde wurden in das Württembergische Landesmuseum nach Stuttgart verbracht und dort auch fotografisch archiviert. Zu den Befunden existiert eine unveröffentlichte Dokumentation. Im Verlauf der Ausgrabungen wurde der Felsüberhang nach Matschaks Tochter benannt.
Nach einer Sondage im Jahr 1976 fanden unter der Leitung von Joachim Hahn bis 1984 weitere archäologische Ausgrabungen statt, bei denen Kulturschichten aus der Hallstattzeit, dem Beuronien und dem Spätmagdalénien aufgedeckt werden konnten. Teile der Forschungsergebnisse wurden noch in den 1980er Jahren publiziert, die systematische Auswertung der Steinartefakte begann erst rund 30 Jahre nach Abschluss der Grabungen. In Erinnerung an Joachim Hahn wird der Felsüberhang an der Universität Tübingen heute meist mit dem von ihm verwendeten sächlichen Artikel als "das Helga-Abri" bezeichnet.

## Stratigraphie und Funde
Der Helga-Abri wurde auf einer Fläche von 40 m² bis in eine Tiefe von 5 m ergraben. Die ursprüngliche Sedimenthöhe ist durch eine blaue Linie an der Felswand gekennzeichnet. Aufgrund der Hanglage kam es in Verbindung mit Tropf- und Sickerwasser zu erosiven Prozessen und Umlagerungen, zudem führten Bioturbation und das Eintiefen bzw. Zuschütten von Feuerstellen und Gruben bereits in vorgeschichtlicher Zeit zu Vermischungen innerhalb der archäologischen Fundschichten. Das Sediment bestand überwiegend aus feinsandigem bis tonigem Schluff mit kleinem bis mittlerem Kalkschutt. Durch die Umlagerungen und das stellenweise fast vollständige Fehlen von Zwischenmittel waren nicht alle Schichtgrenzen eindeutig zu bestimmen. In den tieferen Straten fanden sich größere, unregelmäßig eingelagerte Kalksteinblöcke. Spuren menschlicher Begehung konnten überwiegend nah der Felswand nachgewiesen werden, wo sich mit Asche und Holzkohlen angereicherte Mulden, Artefaktkonzentrationen und Steinsetzungen fanden.

### Frühmesolithikum
Radiokarbondatierungen stellen die Schichtpakete IIF1 bis IIF6 mit einem Alter zwischen 10.150 und 9.150 cal BP in die frühe Mittelsteinzeit. Die im Boreal einsetzende Wiederbewaldung ließ sich anhand von Pollen und Holzkohlen von Hasel, Kiefer und Eiche nachweisen. Die Faunareste stammen vor allem von Biber und Hase sowie von Rothirsch, Wildschwein, Hecht, Forelle und verschiedenen Vogelarten. Reste von Eiern, Holunder und verbrannte Haselnussschalen deuten auf das Sammeln von Nahrungsmitteln hin.

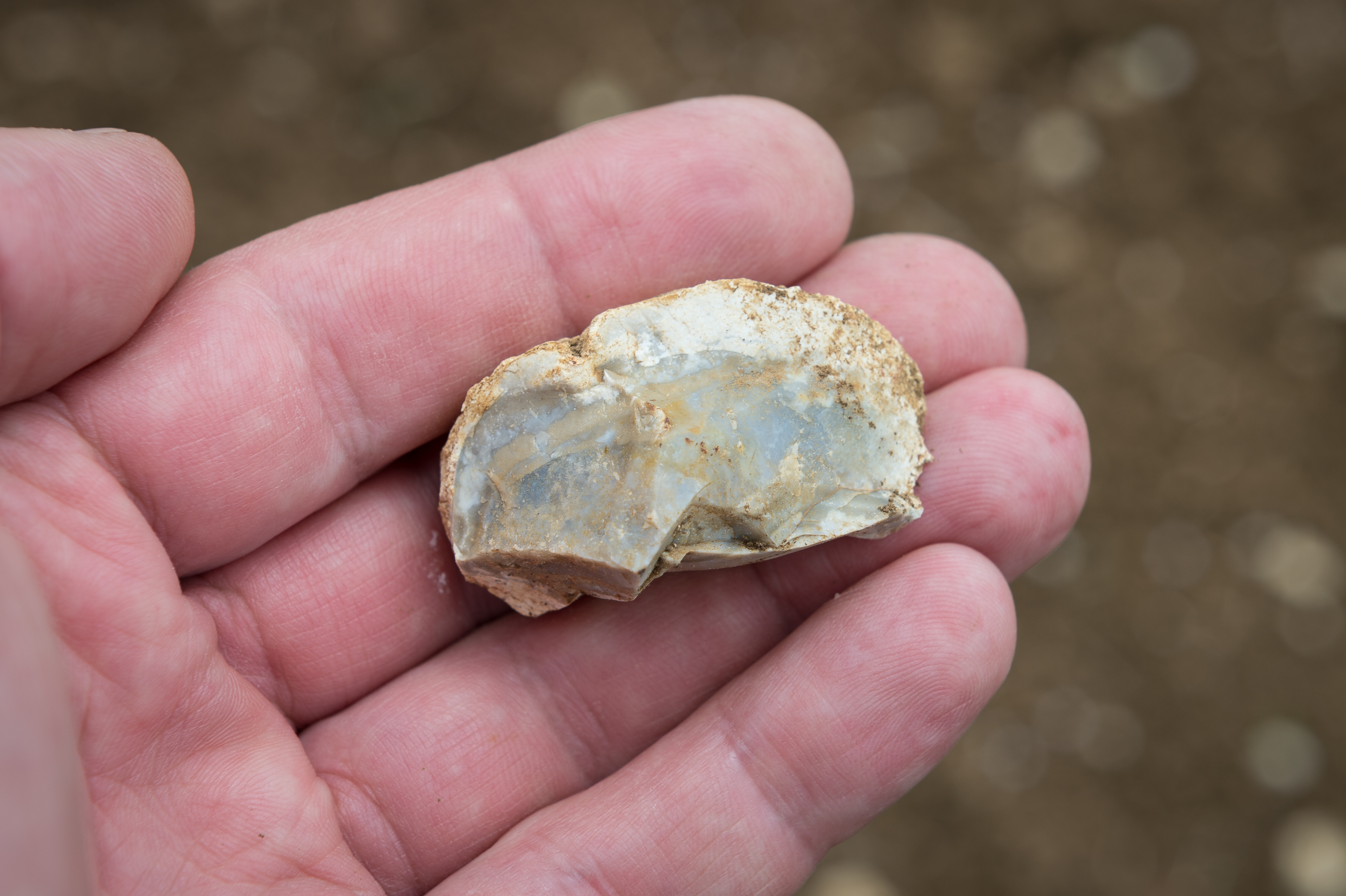
Hornsteinknollen wie diese aus dem Steinheimer Becken wurden im Helga-Abri zu Projektilspitzen und Werkzeugen verarbeitet.

Das lithische Inventar wird dem Beuronien C zugeordnet und umfasst 744 Artefakte sowie annähernd 1300 Abfallstücke. Neben Grundformen wie Abschlägen, Lamellen und Klingen dominieren dreieckige Mikrolithen, Mikrorückenmesser und Mikrospitzen, denen teilweise Schäftungsreste in Form von Holzteer anhaften. Dies spricht für den Einsatz als Projektilspitzen und die Verwendung von Pfeil und Bogen. Des Weiteren liegen Stichel und Kombinationswerkzeuge vor. Das Spektrum umfasst außerdem 13 Kerne sowie Präparationsabschläge und Stücke mit Kortex (Rinde), was als Nachweis gilt, dass im Helga-Abri auch Rohknollen verarbeitet und nicht ausschließlich eingebrachte Grundformen modifiziert wurden. Mehrere Kerne weisen zwei präparierte Schlagflächen auf und konnten dadurch auf einer als Amboss dienenden Kalkstein-Unterlage abgestützt und bidirektional, also abwechselnd von beiden Seiten, abgebaut werden. Die effiziente Nutzung der Ressourcen zeigt sich zudem darin, dass teilweise selbst Präparationsabschläge, die beim Anbringen der Schlagflächen als Abfallprodukt anfallen, zu Mikrolithen weiterverarbeitet wurden. Bei den verwendeten Rohmaterialien handelt es sich überwiegend um Jurahornstein aus der näheren Umgebung des Abris, teilweise stammen sie aus rund 40 km entfernten Vorkommen bei Heidenheim an der Brenz und dem Steinheimer Becken. Wenige Stücke bestehen aus Radiolarit bzw. Kreidesilex, der aus den Alpen importiert oder aus voralpinen Geschieben aufgelesen wurde. 

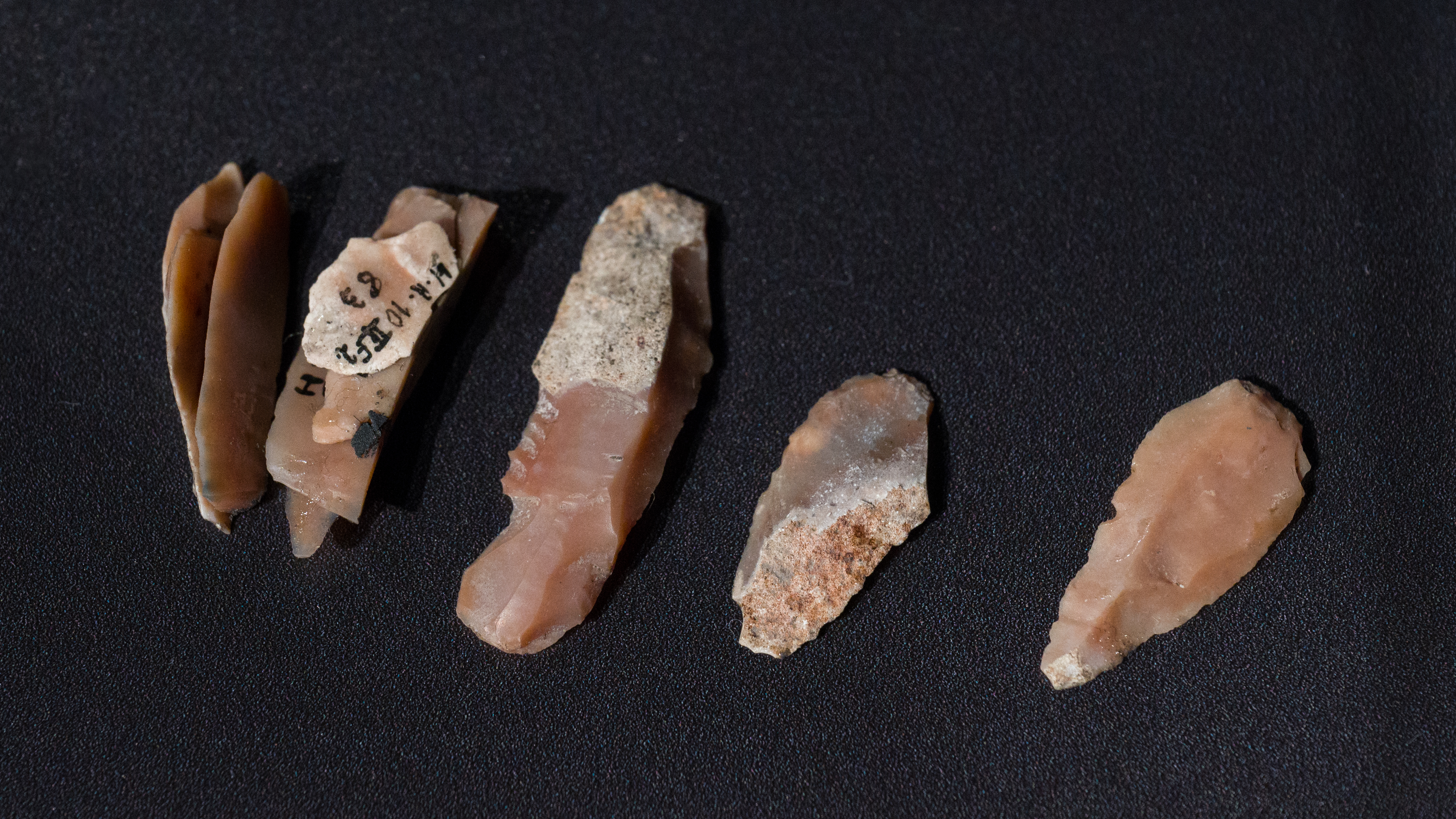
Getemperte Steinartefakte mit typischer rötlicher Färbung

 Die Hälfte aller Artefakte weist charakteristischen Glanz und Farbveränderungen auf, wie sie beim Tempern von Feuerstein entstehen. Hierbei werden die Rohknollen indirekt erhitzt, wodurch sich der Wasseranteil im Gestein verringert und eine Veränderung des kristallinen Gefüges eintritt. Dies reduziert die Porosität des Materials und führt zu einer besseren Spaltbarkeit. Diese Art der Modifikation ist in vielen frühmesolithischen Fundstellen nachgewiesen und gilt als ein charakteristisches Merkmal dieser Zeitstellung.
Die Befunde und Funde lassen darauf schließen, dass der Helga-Abri während des Frühmesolitikums wiederholt von Jäger-Fischer-Sammler-Gruppen als Jagdlager für kurzzeitige Aufenthalte genutzt wurde.

### Spätmagdalénien
Knochenfragmente aus den etwa 4 bis 5 m tief liegenden Schichten IIF7, IIF8 und IIIa bis IIId konnten auf ein 14C-Alter von 14.950 bis 14.250 cal BP datiert werden. Den damaligen klimatischen Verhältnissen entsprechend enthielten diese spätmagdalénienzeitlichen Horizonte Reste sowohl von kalt- als auch warmzeitlich angepassten Tierarten wie z. B. Ren, Wildpferd, Hase sowie Rothirsch und Reh.
Es konnten drei große, mit Asche und verbrannten Knochen verfüllte Gruben bzw. mehrfach genutzte Feuerstellen nachgewiesen werden, von denen die älteste an der Basis und seitlich mit Kalksteinplatten ausgelegt bzw. begrenzt war. Ähnliche Konstruktionen sind aus den Freilandstationen Gönnersdorf und Neuchâtel-Monruz bekannt. Die Vertiefungen dienten wahrscheinlich als Kochgruben, mit den Steinen als Wärmespeicher bzw. Arbeitsunterlagen. Mehrere große Steinblöcke in Wandnähe könnten als Sitzgelegenheit gedient haben. Eine halbkreisförmige Steinsetzung am Rand einer Mulde wird als Zeltring gedeutet. Durch Zusammensetzungen von Steinartefakten ist eine zeitgleiche Begehung von Hohle Fels und Helga-Abri im Magdalénien nachgewiesen, es könnte sein, dass in dem Zelt Nahrungsmittel geräuchert oder Tierhäute gegerbt wurden, da diese geruchsintensiven Tätigkeiten sicherlich bevorzugt außerhalb von Höhlen verrichtet wurden. Auch eine Nutzung als Wohnzelt oder überdachter Arbeitsplatz ist denkbar.
Neben mehreren Nähnadel-Fragmenten fanden sich durchlochte Schmuck-Schneckengehäuse aus dem Steinheimer Becken und zwei Kunstwerke aus Gagat bzw. Stein. Letzteres ist rund 3 cm lang, zeigt Bearbeitungsspuren an der Kortex und weist stilistische Ähnlichkeit auf mit Venusfigurinen des "Typs Gönnersdorf", ohne Kopf und Extremitäten und mit einem im Profil überbetont ausgebildeten Gesäß.
Mit über 2000 Stück Grundformen, 18 Kernen und fast 280 modifizierten Werkzeugen wie Rückenmessern und -spitzen, Kratzern, Sticheln und Bohrern, ist das Steininventar sehr umfangreich und vielfältig. Häufig wurden beschädigte Geräte aufgearbeitet bzw. zu Kombinationswerkzeugen umgestaltet. Obwohl lokal und regional Hornstein-Varietäten in relativ guter Qualität anstehen, wurden weitere Rohmaterialien aus bis zu 300 km Entfernung antransportiert. Verwendung fand im Helga-Abri z. B. bayerischer Plattenhornstein von der Fränkischen Alb bei Kelheim bzw. aus dem Altmühltal und mehr als 150 Artefakte bestehen aus Malmsilex, der aus einem Gebiet westlich von Thayngen in der Nordschweiz stammt. Auch baltischer Feuerstein und Radiolarit aus dem Alpenvorland sind nachgewiesen.
Die Herkunft der verwendeten Rohmaterialien lässt den Schluss zu, dass Menschen am Ende des Spätglazials ausgedehnte Wanderrouten und Streifgebiete entlang des Juragebirges bis auf die Schwäbisch-/Fränkische Alb begingen. Der Helga-Abri wurde dabei mehrfach von diesen äußerst mobilen Jäger-Sammler-Gruppen als Jagdlager und teils auch für längere Aufenthalte genutzt. Sein Inventar ähnelt dem weiterer zeitgleicher Fundstellen, die entlang dieser Route bekannt sind, wie z. B. der Abri Schweizersbild, die Petersfels-Höhle und die Obere Klause.

## Galerie

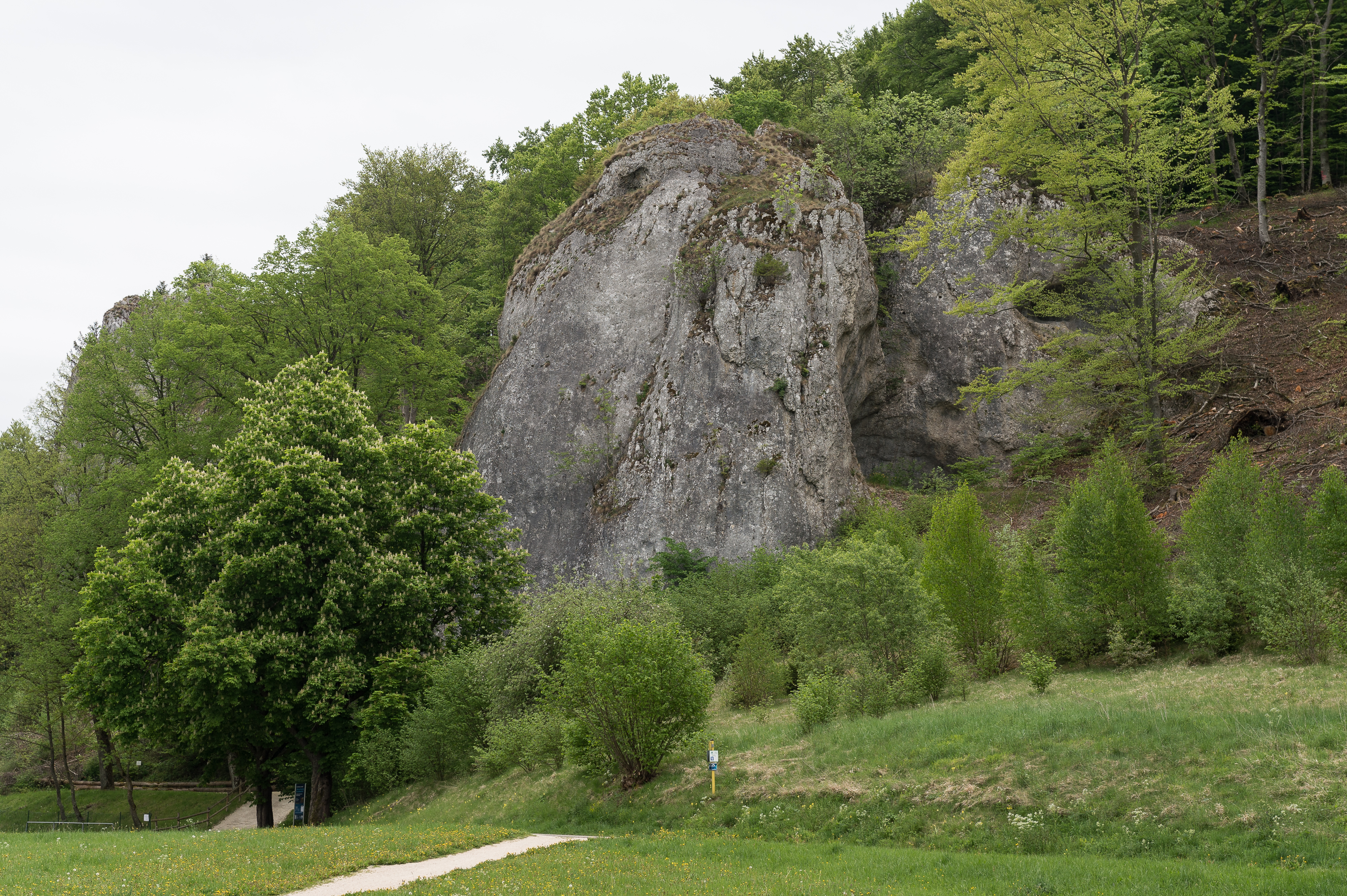
Ansicht von der Talseite Richtung Osten
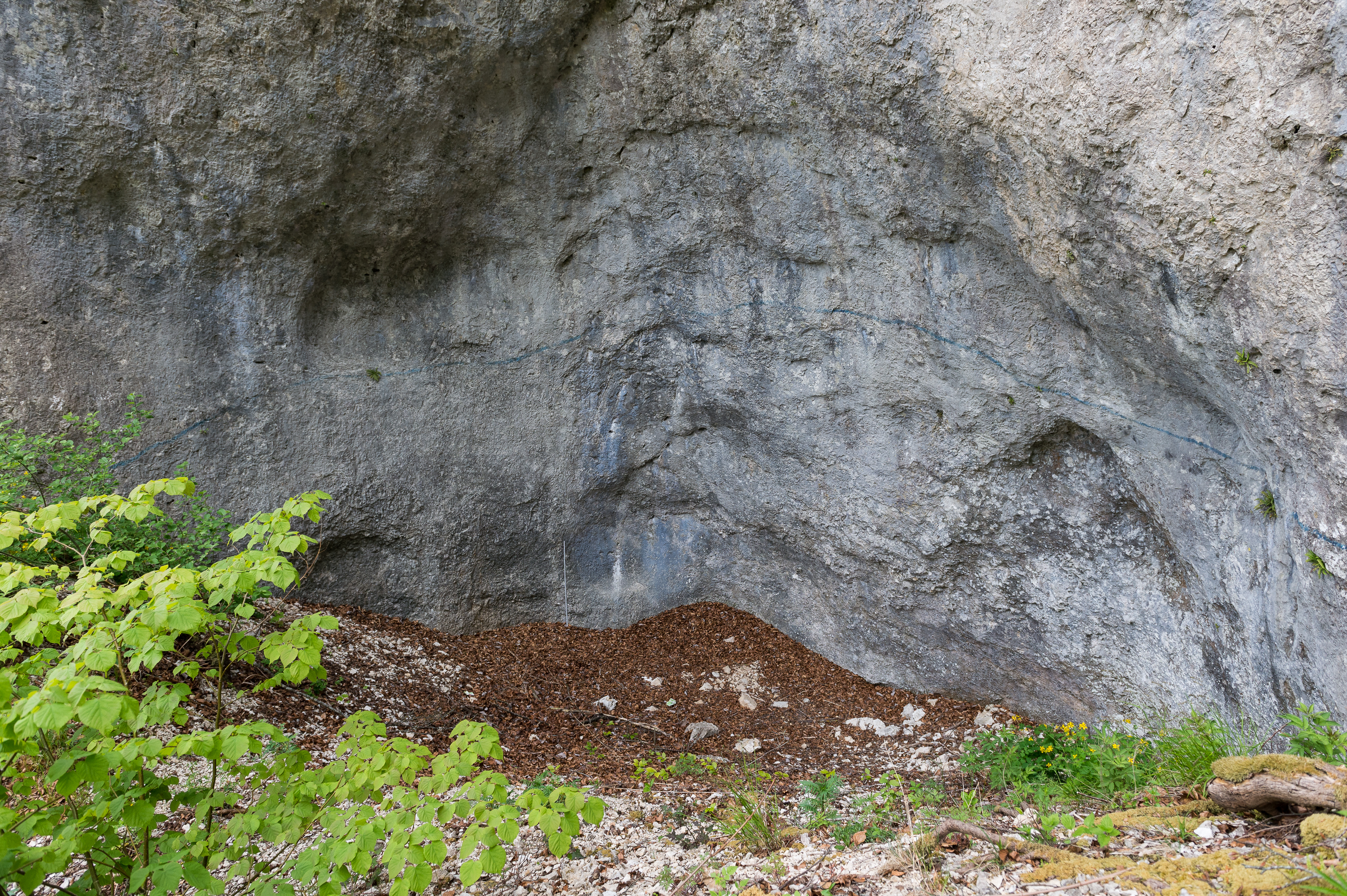
Blick in den nordöstlichen Bereich des Abris (Maßstab = 1 m)
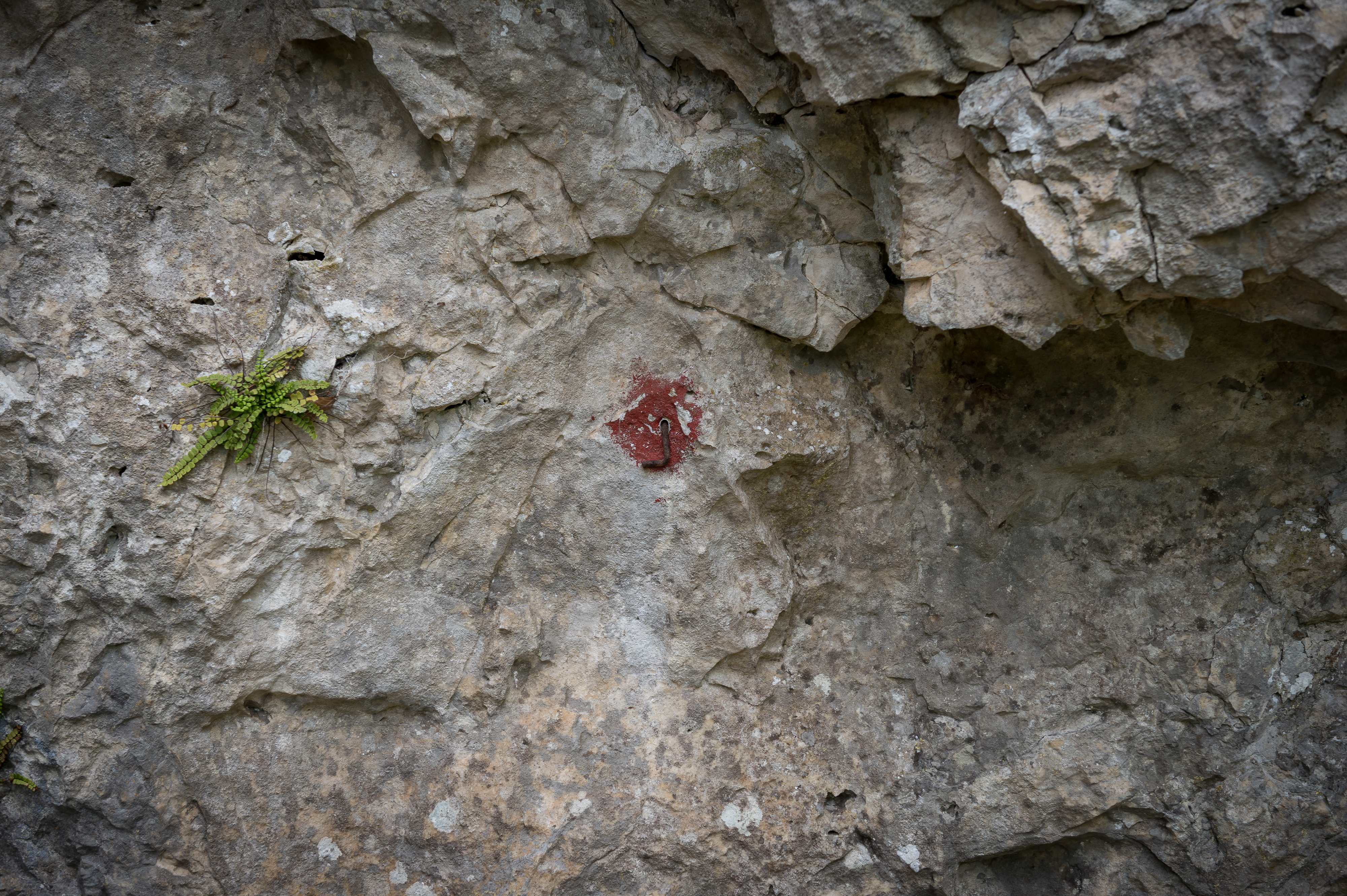
Der in den 1970er Jahren zum Einmessen der Funde gesetzte Referenzpunkt